# Deserted (альбом)
Deserted — другий студійний альбом американського рок-гурту Gatecreeper, що вийшов 2019 року.

## Про альбом
Deserted — це другий студійний альбом американського дез-метал гурту Gatecreeper. Альбом було записано в студії Homewrecker Studios в Тусоні, штат Аризона, під керівництвом звукорежисера та співпродюсера альбому Раяна Брема. За зведення альбому, яке відбувалося в студії Godcity в Сейлемі, штат Массачусетс, відповідав гітарист Converge Курт Баллу. Мастеринг виконав Бред Ботрайт в студії Audiosiege, Портленд, штат Орегон. Обкладинку альбому створив художник Бред Мур, відомий співпрацею з Tomb Mold та Morpheus Descends.
Альбом вийшов 4 жовтня 2019 року на лейблі Relapse Records. Дебютним синглом стала пісня «Boiled Over», в якій, за словами музикантів, «поєдналася мелодійність Bolt Thrower та хрустка важкість та грув таких гуртів, як Obituary або Crowbar». На сайті Loudwire також звернули увагу на схожість головного синглу до творчості Edge of Sanity та Dismember.
На сайті Consequence альбом отримав оцінку «B». На думку Майкла Пементела, альбом поступався за рівнем «дикої енергії» дебютному лонгплею Sonoran Depravation, але менше з тим був «наповнений адреналіном» та завдяки похмурій атмосфері демонстрував «новий бренд дез-метального божевілля» у виконанні одного з наймолодших гуртів на світовій сцені дез-металу.

## Учасники запису
- Чейз Мейсон — вокал
- Ерік Вагнер — гітара
- Шон Мірс — бас-гітара
- Метт Арреболло — барабани
- Нейт Гарретт — гітара

## Список пісень
| #     | Назва                | Тривалість |
| ----- | -------------------- | ---------- |
| 1.    | «Deserted»           | 5:21       |
| 2.    | «Puncture Wounds»    | 2:48       |
| 3.    | «From the Ashes»     | 4:00       |
| 4.    | «Ruthless»           | 3:38       |
| 5.    | «Everlasting»        | 4:16       |
| 6.    | «Barbaric Pleasures» | 2:56       |
| 7.    | «Sweltering Madness» | 5:01       |
| 8.    | «Boiled Over»        | 4:11       |
| 9.    | «In Chains»          | 3:12       |
| 10.   | «Absence of Light»   | 4:20       |
| 39:43 |                      |            |